# Olivier Dubois
Olivier Dubois (Colmar, 19 de setembre de 1972) és un ballarí i coreògraf francès de dansa contemporània. Al llarg de la seva trajectòria ha ballat amb Angelin Preljocaj, Cirque du Soleil, Karine Saporta, Jan Fabre, Dominique Boivin i Sasha Waltz. El 2011 va ser escollit un dels vint-i-cinc millors ballarins del món per la revista Dance Europe. Des del 2007 desenvolupa el seu propi treball coreogràfic amb la Compagnie Olivier Dubois (COD).

## Trajectòria
Després d'estudiar llengües estrangeres, dret i economia, va decidir als 23 anys fer-se ballarí. El 1999, va crear el seu primer espectacle en solitari Under cover. Del 2003 al 2007, va treballar amb Jan Fabre, de qui va afirmar: «ell és el meu mestre, va alliberar l'artista que hi havia en mi, em va ajudar a créixer, a agafar una escala que és meva».
L'any 2006, la Société des auteurs et compositeurs dramatiques i el Festival d'Avignon li van proposar la creació d'una peça en el marc de Sujets à vive: Pour tout l’or du monde. Aquest solo li va valer l'èxit per a fundar la Compagnie Olivier Dubois, rebatejada el 2014 com a Ballet du Nord Olivier Dubois. També col·labora ocasionalment amb Karima Mansour que dirigeix el Centre Coreogràfic de Dansa Contemporània del Caire, ciutat on resideix habitualment des dels anys 1990.
L'any 2008, al Festival d'Avinyó, va reinterpretar la mítica coreografia de Vàtslav Nijinski, primer com a solista a Faune(s) i després com a duo a À nos Faunes. El 2010, va actualitzar el ballet L'espectre de la rosa de Serguei Diàguilev i, més endavant, la coreografia de La Périchole de Jacques Offenbach, dirigida per Bérangère Jannelle a l'Òpera de Lilla.
L'any 2012 al Museu d'Art Modern de París, Dubois va coreografiar un petó llarg amb la música de La consagració de la primavera d'Ígor Stravinski en el duet masculí Prêt à kiss. El 2013 va crear Souls, una obra per a set ballarins de set països africans També va realitzar una reflexió inquietant sobre l'ofici de ballarí en la seva exposició L'interprète dévisagé al Centre national de la danse. Des del 2014 dirigeix el Centre chorégraphique national Roubaix - Hauts-de-France, succeint a Carolyn Carlson.